# Coupelle-Neuve
Coupelle-Neuve település Franciaországban, Pas-de-Calais megyében. Lakosainak száma 146 fő (2022. január 1.). Coupelle-Neuve Fruges, Ruisseauville és Créquy községekkel határos.

## Népesség
A település népességének változása:
| Lakosok száma | 175  | 166  | 163  | 161  | 158  | 154  | 150  | 147  | 146  |
|               | 2013 | 2015 | 2016 | 2017 | 2018 | 2019 | 2020 | 2021 | 2022 |